# Cañón (Lima)
Cañón es un despoblado peruano ubicado en el distrito de Huancapón, perteneciente a la provincia de Cajatambo del departamento de Lima, al centro oeste del Perú. 

## Ubicación
Cañón se ubica al noroeste de la provincia de Cajatambo, en el distrito de Huancapón, en el departamento de Lima.

## Demografía
En 2017 Cañón no tuvo a ningún habitante empadronado, y tenía 2 viviendas.